# Скрубер (доменне виробництво)

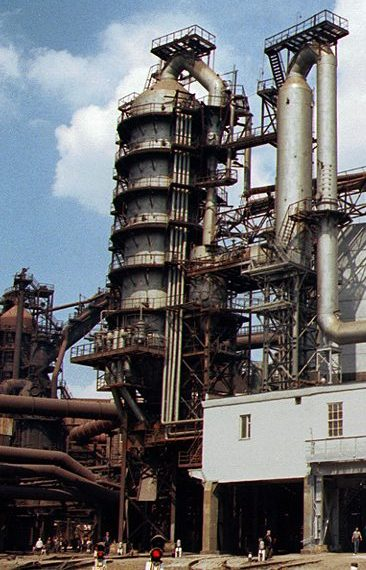
Скрубер.

Скру́бер (від англ. scrub — шкребти) — апарат для напівтонкого очищення доменного газу або технологічних газів в хімічній промисловості від твердих домішок.

## Загальна характеристика
Циліндричний апарат, де промисловий газ (наприклад, доменний) або пилогазову суміш очищають від небажаних домішок (наприклад, пилу) рідиною (переважно водою). Для вловлювання твердих (пилу, смоли тощо) і газоподібних (сірководню, аміаку тощо) домішок із газової суміші розрізняють скрубери порожнисті безнасадкові (домішки вловлюються розпиленою рідиною); з насадками (керамічними або порцеляновими кільцями, полицями, рейками тощо), для створення розвинутої вологої поверхні контакту газу з рідиною і механічні (перемішування поглинаючої рідини з газом проводиться обертальними лопатками, що розбивають поглинач, який іде зверху вниз; газ при цьому рухається назустріч). Широко застосовуються скрубери, що являють собою вертикальний циліндричний корпус, футерований керамічною плиткою. У нижню зону корпуса за дотичною зі швидкістю 18–20 м/с вводиться забруднений газ. У верхню зону скрубера через спеціальні отвори подається вода. У корпусі встановлено насадки з дерев'яних рейок (верхня насадка рівномірно розподіляє воду по перерізу циліндричного корпуса, середня служить для вловлювання пилу, а нижня розподіляє потік вхідного газу). Великі частинки пилу із вхідної газової суміші силами інерції відкидаються до стінок, змочуються водою і у вигляді плівкоподібної маси стікають униз у спеціальний збірник. Остаточно частинки вловлюються водою при проходженні потоку газу через водяну завісу, що утворена по всьому перерізу скрубера. Очищений газ виходить через верхній випускний отвір скрубера. Ступінь очищення газу в такому скрубері 95–98 %.
Доменний газ, виходячи з доменної печі, виносить з неї значну кількість мілких фракцій шихтових матеріалів. На сучасних доменних печах вміст пилу у доменному газі при виході з печі може становити 15–30 г/м³. Присутність пилу у газі знижує його енергетичні характеристики і призводить до зносу агрегатів, в яких він використовується.
Для усунення негативного впливу пилу газ перед використанням очищується у спеціальних пилевловлюючих агрегатах. Розрізняють три стадії очищення: грубу, напівтонку й тонку.
Груба очистка здійснюється у пилевловлювачах сухим способом. Грубе очищення знижує вміст пилу у газі до 1–3 г/м³. Цього ще забагато і необхідно ще далі очищати газ.
Після проходження пилевловлювача, газ потрапляє у скрубер, де відбувається його очищення мокрим способом. Після скрубера газ проходить тонке очищення у трубі Вентурі.

## Будова
Скрубер являє собою вертикальний циліндр діаметром 6–8 м, заввишки 20–30 м, футерованний зсередини керамичною плиткою для запобігання корозії. Всередині скрубера кількома ярусами розміщені труби. На трубах розміщені форсунки, через які подається вода для зрошування газу.

## Очищення

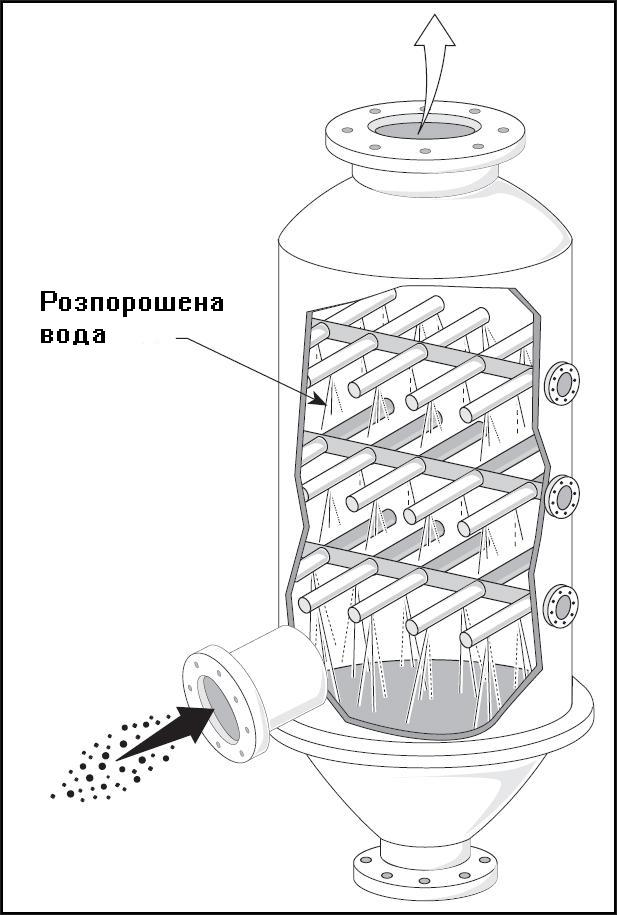
Схема, що демонструє принцип дії скрубера.

Забруднений газ від пилевловлювача по спрямованому вниз газопроводу подається в нижню частину скрубера. У скрубері внаслідок збільшення об'єму швидкість газу різко знижується і він змочується водою. Великі часточки пилу осідають у воді, а газ з дрібними часточками пилу піднімається вгору. Вода, тонко розпилена форсунками, при стиканні з гарячим газом (його температура при виході з печі становить 200–300 °C) випарюється і насичує газ парами. Газ, насичуючись парами води, охолоджується. Пил змочується водою і осідає у вигляді шламу у нижній частині скрубера.
Охолоджений і очищений газ виходить зі скрубера через відвідний газопровод і спрямовується до агрегатів тонкого очищення.
Шлам зі скрубера випускається через водяний затвор, що перешкоджає виходу газу зі скрубера через водозлив.